# Voith-Arena
Voith-Arena (tidigare GAGFAH-Arena, Albstadion) är en multifunktionell arena i Heidenheim an der Brenz , Baden-Württemberg, Tyskland. Den används för närvarande till fotbollsmatcher och är hemmaarena för 1.FC Heidenheim 1846. Arenan har en kapacitet för 15 000 åskådare.